# Medokýš (Liptovský Ján)
Minerální pramen Medokýš (též Borova Sihoť nebo Pod Medokýšom) je pramen pitné minerální vody nacházející se na Slovensku v obci Liptovský Ján, okrese Liptovský Mikuláš, Žilinském kraji při severovýchodním extravilánu obce při hranicí s obcí Podtureň, pramen je hojně odebírán místními a turisty do nádob a kanystrů. Pramen je jednou z pozoruhodností místní naučné stezky. Vyznačuje se studenou vodou s vysokým obsahem železa. Etymologie pojmenování Medokýš všeobecně znamená lidové pojmenování pro minerální vodu kyselé chuti.

## Popis
Pramen je celoročně využívaný, voda vytéká ze štěrbiny bez přítokové trubky, je čirý, studený, bez zápachu a usazenin v místě vývěru, má chuť výborné kyselky. Dále protéká odtokovým kanálkem a po pár metrech vtéká do blízkého Váhu. Okolí pramene je upravené a čisté, nad pramenem se nachází stříška ze dřeva. Nachází se zde lavičky, odpadkový koš a informační tabule.